# Larry Nance Jr.
Pour les articles homonymes, voir Nance.
Larry Donnell Nance Jr., né le 1er janvier 1993 à Akron dans l'Ohio, est un joueur américain de basket-ball. Il évolue aux postes d'ailier fort et de pivot. 
Il est le fils du joueur de basket-ball Larry Nance.

## Biographie

### Carrière universitaire
Larry Nance Jr. est scolarisé dans le lycée de Revere près Akron dans l'Ohio.
Il rejoint en 2011 l'université du Wyoming où il va évoluer pour les Cowboys du Wyoming durant 4 ans.
Le 19 mai 2015, il se déclare candidat à la draft 2015 de la NBA.

### Carrière professionnelle
Larry Nance Jr. est drafté en 2015 en 27e position par les Lakers de Los Angeles. Il est le premier joueur, depuis Theo Ratliff en 1995, à être drafté en NBA en provenance de l'université du Wyoming.

#### Lakers de Los Angeles (2015-2018)
Le 10 juillet 2015, il signe son contrat rookie avec les Lakers. Il participe à la NBA Summer League 2015 avec la franchise californienne. Il fait ses débuts en NBA le 6 novembre 2015 face aux Nets de Brooklyn en sortie de banc avec un temps de jeu de 15 minutes pour 6 points et 5 rebonds.
Il fait partie de l'effectif des Lakers pour la NBA Summer League 2016. Face aux Bulls de Chicago, le 20 novembre 2016, il établit son record de point avec un total de 18 points. Le 20 décembre 2016, il se blesse au genou face aux Hornets de Charlotte et va être absent des parquets durant quatre semaines.
Le 2 novembre 2017, lors du match face au Trail Blazers de Portland, il se fracture la main à un peu moins de 4 minutes de la fin du match et il va être indisponible pour une durée de 4 à 6 semaines. Il marque son retour le 28 novembre 2017 face aux Clippers de Los Angeles et récupère sa place sur le 5 de départ aux dépens de Kyle Kuzma. Il n'aura finalement manqué que 11 matches.

#### Cavaliers de Cleveland (2018-2021)
Le 8 février 2018, il est envoyé aux Cavaliers de Cleveland avec Jordan Clarkson en échange d'Isaiah Thomas, Channing Frye et un premier tour de la draft 2018 de la NBA.
Il termine la saison 2017-2018 avec les Cavs.
Le 15 octobre 2018, il signe une extension de contrat de 4 ans avec les Cavs pour un salaire de 44,8 millions de dollar.

#### Trail Blazers de Portland (2021-2022)
En août 2021, il est transféré aux Trail Blazers de Portland dans un échange à trois équipes.

#### Pelicans de La Nouvelle-Orléans (2022-2024)
En février 2022, Larry Nance Jr., C.J. McCollum et Tony Snell sont transférés vers les Pelicans de La Nouvelle-Orléans en échange de Josh Hart, Nickeil Alexander-Walker, Tomáš Satoranský, Didi Louzada, un premier, et deux seconds tour de draft.

#### Hawks d'Atlanta (2024-2025)
En juin 2024, il est transféré en direction des Hawks d'Atlanta.

#### Retour aux Cavaliers de Cleveland (depuis 2025)
En juillet 2025, il signe avec les Cavaliers de Cleveland.

## Palmarès
- Champion 2018 de la Conférence Est de la NBA avec les Cavaliers de Cleveland

## Statistiques

### Universitaires
Les statistiques de Larry Nance Jr. en matchs universitaires sont les suivantes :
| Saison    | Équipe  | Matchs | Titul. | Min./m | % Tir | % 3pts | % LF | Rbds/m. | Pass/m. | Int/m. | Ctr/m. | Pts/m. |
| --------- | ------- | ------ | ------ | ------ | ----- | ------ | ---- | ------- | ------- | ------ | ------ | ------ |
| 2011-2012 | Wyoming | 33     | 0      | 17,8   | 46,2  | 33,3   | 81,4 | 3,94    | 0,39    | 0,76   | 0,58   | 4,12   |
| 2012-2013 | Wyoming | 33     | 33     | 32,0   | 53,3  | 34,5   | 75,0 | 6,91    | 1,24    | 1,27   | 0,73   | 10,67  |
| 2013-2014 | Wyoming | 26     | 26     | 34,7   | 54,4  | 23,7   | 75,8 | 8,15    | 1,62    | 1,42   | 2,12   | 15,38  |
| 2014-2015 | Wyoming | 31     | 31     | 34,9   | 51,4  | 33,3   | 78,6 | 7,23    | 2,45    | 1,19   | 1,19   | 16,06  |
| Total     | Total   | 123    | 90     | 29,5   | 52,1  | 30,5   | 77,1 | 6,46    | 1,40    | 1,15   | 1,10   | 11,27  |

### Professionnelles

#### Saison régulière
| Saison    | Équipe              | Matchs | Titul. | Min./m | % Tir | % 3pts | % LF  | Rbds/m. | Pass/m. | Int/m. | Ctr/m. | Pts/m. |
| --------- | ------------------- | ------ | ------ | ------ | ----- | ------ | ----- | ------- | ------- | ------ | ------ | ------ |
| 2015-2016 | L.A. Lakers         | 63     | 22     | 20,1   | 52,7  | 10,0   | 68,1  | 4,95    | 0,70    | 0,86   | 0,37   | 5,54   |
| 2016-2017 | L.A. Lakers         | 63     | 7      | 22,9   | 52,6  | 27,8   | 73,8  | 5,86    | 1,52    | 1,30   | 0,62   | 7,13   |
| 2017-2018 | L.A. Lakers         | 42     | 17     | 21,9   | 60,1  | 25,0   | 63,2  | 6,76    | 1,36    | 1,40   | 0,48   | 8,57   |
| 2017-2018 | Cleveland           | 24     | 9      | 20,8   | 55,0  | 12,5   | 72,0  | 7,00    | 1,04    | 1,21   | 0,75   | 8,88   |
| 2018-2019 | Cleveland           | 67     | 30     | 26,8   | 52,0  | 33,7   | 71,6  | 8,24    | 3,19    | 1,49   | 0,60   | 9,36   |
| 2019-2020 | Cleveland           | 56     | 10     | 26,3   | 53,1  | 35,2   | 67,6  | 7,30    | 2,20    | 1,00   | 0,39   | 10,07  |
| 2020-2021 | Cleveland           | 35     | 27     | 31,2   | 47,1  | 36,0   | 61,2  | 6,70    | 3,10    | 1,70   | 0,50   | 9,30   |
| 2021-2022 | Portland            | 37     | 11     | 23,2   | 51,5  | 30,6   | 65,3  | 5,60    | 2,00    | 1,00   | 0,40   | 6,90   |
| 2021-2022 | La Nouvelle-Orléans | 9      | 0      | 20,2   | 55,1  | 50,0   | 100,0 | 4,30    | 0,90    | 0,60   | 0,80   | 7,30   |
| 2022-2023 | La Nouvelle-Orléans | 65     | 1      | 21,2   | 61,0  | 33,3   | 69,6  | 5,40    | 1,80    | 0,90   | 0,60   | 6,80   |
| 2023-2024 | La Nouvelle-Orléans | 61     | 0      | 19,9   | 57,3  | 41,5   | 77,0  | 5,00    | 1,90    | 1,00   | 0,30   | 5,70   |
| 2024-2025 | Atlanta             | 24     | 3      | 19,3   | 51,6  | 44,7   | 69,2  | 4,30    | 1,60    | 0,80   | 0,50   | 8,50   |
| Carrière  | Carrière            | 546    | 137    | 23,1   | 53,9  | 35,3   | 69,6  | 6,10    | 1,90    | 1,10   | 0,50   | 7,70   |

Dernière mise à jour le 6 juillet 2025.

#### Playoffs
| Saison   | Équipe              | Matchs | Titul. | Min./m | % Tir | % 3pts | % LF | Rbds/m. | Pass/m. | Int/m. | Ctr/m. | Pts/m. |
| -------- | ------------------- | ------ | ------ | ------ | ----- | ------ | ---- | ------- | ------- | ------ | ------ | ------ |
| 2018     | Cleveland           | 20     | 0      | 15,3   | 68,3  | 0,0    | 45,2 | 4,50    | 0,90    | 0,80   | 0,70   | 4,80   |
| 2022     | La Nouvelle-Orléans | 6      | 0      | 21,7   | 56,4  | 22,2   | 81,8 | 5,80    | 1,80    | 0,50   | 0,30   | 9,20   |
| 2024     | La Nouvelle-Orléans | 4      | 0      | 21,1   | 58,8  | 25,0   | 66,7 | 8,30    | 1,80    | 0,50   | 0,00   | 6,30   |
| Carrière | Carrière            | 30     | 0      | 17,4   | 62,9  | 21,4   | 56,3 | 5,30    | 1,20    | 0,70   | 0,50   | 5,90   |

## Records sur une rencontre en NBA
Les records personnels de Larry Nance Jr. en NBA sont les suivants, :
| Type de statistique        | Saison régulière | Saison régulière        | Saison régulière | Playoffs | Playoffs                   | Playoffs      |
| Type de statistique        | Record           | Adversaire              | Date             | Record   | Adversaire                 | Date          |
| -------------------------- | ---------------- | ----------------------- | ---------------- | -------- | -------------------------- | ------------- |
| Points                     | 23               | Hawks d'Atlanta         | 12 février 2020  | 15       | Suns de Phoenix            | 28 avril 2022 |
| Paniers marqués            | 10               | Wizards de Washington   | 23 janvier 2020  | 6        | @ Suns de Phoenix          | 19 avril 2022 |
| Paniers tentés             | 17               | Jazz de l'Utah          | 2 mars 2020      | 9        | 2 fois                     | 2 fois        |
| Paniers à 3 points réussis | 5                | @ Spurs de San Antonio  | 19 décembre 2024 | 1        | 2 fois                     | 2 fois        |
| Paniers à 3 points tentés  | 6                | 7 fois                  | 7 fois           | 4        | Suns de Phoenix            | 22 avril 2022 |
| Lancers francs réussis     | 9                | @ Bucks de Milwaukee    | 10 février 2017  | 5        | 2 fois                     | 2 fois        |
| Lancers francs tentés      | 10               | @ Bucks de Milwaukee    | 10 février 2017  | 7        | Celtics de Boston          | 21 mai 2018   |
| Rebonds offensifs          | 10               | Knicks de New York      | 11 février 2019  | 6        | 2 fois                     | 2 fois        |
| Rebonds défensifs          | 15               | @ Kings de Sacramento   | 4 avril 2019     | 7        | @ Warriors de Golden State | 31 mai 2018   |
| Rebonds totaux             | 19               | @ Wizards de Washington | 8 février 2019   | 11       | @ Warriors de Golden State | 31 mai 2018   |
| Passes décisives           | 9                | Jazz de l'Utah          | 29 décembre 2021 | 4        | Warriors de Golden State   | 8 juin 2018   |
| Interceptions              | 6                | 2 fois                  | 2 fois           | 3        | Celtics de Boston          | 19 mai 2018   |
| Contres                    | 4                | @ Bulls de Chicago      | 10 novembre 2018 | 4        | @ Celtics de Boston        | 23 mai 2018   |
| Balles perdues             | 5                | Knicks de New York      | 11 février 2019  | 3        | 2 fois                     | 2 fois        |
| Minutes jouées             | 45               | Nets de Brooklyn        | 20 janvier 2021  | 30       | Pacers de l'Indiana        | 15 avril 2018 |

- Double-double : 64 (dont 1 en play-in)
- Triple-double : 0

Dernière mise à jour : 3 février 2025